# 背尾匡徳
背尾 匡徳（せお まさのり、1981年4月29日 - ）は、日本のラジオパーソナリティ。元NPO法人「THANKYOU FUND」理事。大阪府出身。
2024年秋頃まで、元阪神タイガース監督の矢野燿大のマネージメントを手掛けていた。

## 出演
- セオリーのスポーツ数珠つなぎ（2020年4月5日 - 2023年9月24日、ラジオ関西）
- オレたちの夢（2023年10月2日 - 2024年12月30日[3]、ラジオ関西）